# Ducové
Ducové je obec na Slovensku přibližně 4 km severovýchodně od města Piešťany. Žije zde 457 obyvatel. První písemná zmínka o obci pochází z roku 1348, kdy je zmíněna jako majetek panství hradu Tematín pod názvem Duchreuy.
Nad obcí se nachází archeologická lokalita Kostolec s náznakovou rekonstrukcí velkomoravského velmožského dvorce s rotundou.